# 邯鄲県
邯鄲県（かんたんけん）は中華人民共和国河北省邯鄲市に位置する県。

## 歴史
秦代に設置され邯鄲郡の郡治とされる。南北朝時代、東魏により廃止され管轄区域は臨漳県に編入されたが、隋朝が成立すると、586年（開皇6年）に易陽県として再設置、596年（開皇16年）に邯鄲県と改称された。
1958年に廃止され永年県に編入されたが、1962年に再設置された。2016年9月に邯山区・叢台区に分割されて廃止。

## 行政区画
- 街道:明珠街道、東柳街道
- 鎮:尚璧鎮、河沙鎮鎮
- 郷:代召郷、南呂固郷、南堡郷、兼荘郷、姚寨郷